# 碌曲县
碌曲县（藏語：ཀླུ་ཆུ་རྫོང，威利转写：klu chu rdzong，藏语拼音：Luqu Zong）是中华人民共和国甘肃省甘南藏族自治州下属的一个县。碌曲是洮河的藏语名称，意为泉水河。

## 历史
碌曲古属“羌中”。前凉时在今晒银滩至尕海措宁一带置漒川护军。隋置洮源县、洮阳县；唐初置西沧州，715年陷于吐蕃；宋为唃厮啰所属；元为洮州辖域；明为洮州卫属地；民国属临潭县。
1953年将临潭县所辖的西仓区（西仓、双岔、郎木寺3大部落）析置碌曲县人民委员会，1955年6月18日正式成立碌曲县，驻西仓。1958年12月20日撤销碌曲、玛曲2县设立洮江县，驻尕海。1961年12月15日恢复碌曲县，以合并于洮江县的原碌曲县行政区域和德乌德市的部分地区为碌曲县行政区域。

## 地理

### 区位
碌曲县位于甘南藏族自治州西部，北连夏河，东临卓尼，西南为玛曲，西接青海省河南县，南邻四川省若尔盖县。县城距合作市78公里。
全县东西长126公里，南北宽90公里，总面积5189平方公里，其中，草场面积约591.7万亩，耕地面积4.1万亩，森林1.3万亩。

### 地形
全县海拔在3000～4000米之间，平均海拔3500米。西部是高原山地，东部洮河两岸山岭陡峭，河谷是主要的农业种植区。

### 水系
碌曲县地处长江流域与黄河流域的分水岭，有洮河、白龙江两大水系。洮河发源于县西南西倾山及其支脉李恰如山南麓的代富桑草原，由南向北，支流遍及全县。白龙江发源于郎木寺，由西向东。

## 行政区划
碌曲县下辖5个镇、2个乡：
郎木寺镇、玛艾镇、西仓镇、尕海镇、双岔镇、拉仁关乡和阿拉乡。

## 交通
- 213国道过境。

## 人口
全县总人口为30491人，其中藏族占82％，并有汉、回等民族聚居。

## 经济
碌曲县经济以畜牧、旅游、水电、矿产为主，其中畜牧业为支柱产业。

## 风景名胜
- 尕海-则岔国家级自然保护区
  - 尕海
  - 则岔石林
- 朗木寺